# Poesía concreta
Poesía concreta es un género de la poesía en el que lo visual y espacial tienen el mismo nivel de importancia que la rima y el ritmo en la poesía lírica. Los inicios históricos de la poesía concreta se hallan en los años 1930 cuando se acuñó el término "concreto" como denominación para esta escuela. Como plan estético, el concretismo fue un impulso ideológico importante en el desarrollo de las artes en la mitad del siglo XX y no sólo en la poesía. Se centra en un objetivo lógico y natural.

## El concretismo en abstracto
El concretismo fue un movimiento de vanguardia que nació en la pintura en los años 1930. Sus principales postulados en la plástica son:
- Rechazo de toda relación con lo natural, lo objetivo y lo simbólico.
- Objetuación o representación de ideas abstractas en una nueva realidad de carácter universal y constante.
- Preocupación por la expresión plástica basada principalmente en la línea y la superficie, y en menor medida el color.
- Empleo de elementos geométricos sencillos (círculos, cuadrados, triángulos) y creación de tensiones.
- La forma tiene más importancia que el color.
- Composiciones geométricas formando estructuras que recuerdan construcciones o arquitecturas.
- Colores planos creando efectos cromáticos de espacio y vibración plástica.

También se utilizó el término para denominar a la música concreta surgida en los años 1940 a partir del trabajo del compositor francés Pierre Schaeffer. La música concreta, en términos básicos, se hace a partir de grabaciones de sonidos reales dispuestos y filtrados de tal manera que componen un montaje sonoro. Es importante destacar este concepto de montaje, pues la obra final del compositor concreto sólo existe como una grabación. De la misma manera, el poema concreto solamente existe en la página en blanco o el espacio bidimensional del texto escrito. La composición musical y el poema concreto difícilmente son reproducibles en vivo por un intérprete.
La poesía concreta, entonces, connota un proceso de escritura distinta a la versificada. Esta depende de la sonoridad y potencial oral de ser recitada para sus fines estéticos. En cambio, un poema concreto ocupa el espacio dado por la página como herramienta expresiva. Jugando con la disposición del texto sobre la hoja, es posible introducir otros elementos significantes no lingüísticos en la obra. Frente a la ausencia de gramática oracional, el lector y el autor aceptan el espacio y la forma del lenguaje escrito como una gramática que abarca el poema entero. La razón por la que se la denomina "concreta" es por oposición positiva al término "abstracta". Lo abstracto es aquello que se piensa extrayéndolo de su ser natural; lo concreto no es otra cosa que lo que es, y un arte concreto se hace cargo de su material funcionalmente en vez de simbólicamente. Es decir, el poema concreto dispone de todo lo necesario para la descripción de una idea en el texto: referencias, relaciones, jerarquías, construcciones y destrucciones. Por estos motivos la poesía concreta es altamente sintética: un mínimo de lenguaje expresando una idea puntual.

## Historia de la poesía concreta
El de poesía concreta se ha vuelto un término inclusivo que, desde 1950 en adelante, parece aglomerar la poesía visual en general. El movimiento fue asumido con entusiasmo por escritores en todo del mundo pero, en su definición más estricta, su fundación se debe exclusivamente a Eugen Gomringer en Europa y simultáneamente al Grupo Noigandres en Brasil. El manifiesto del grupo Noigandres, «Plan piloto para la Poesía Concreta» en 1954 aparece en la revista Noigandres. Se consideran como antecedentes del concretismo poético a una serie de autores: Stéphane Mallarmé con Un coup de des, 1897; Ezra Pound con The Cantos, 1925; James Joyce con Finnegans Wake, 1939; E.E. Cummings; Apollinaire con Calligrammes, 1918, Oswald de Andrade; Anton Webern en el ámbito musical; la serie de pinturas Boogie-Woogie de Piet Mondrian, etcétera.
Dada la cercanía que sintieron los poetas de Noigandres con la tradición, no podemos hablar de un nacimiento súbito de la poesía concreta. No obstante, el grupo Noigandres fue enteramente responsable del acuñamiento del nombre y el primer manifiesto. En 1952 los poetas Décio Pignatari, Augusto de Campos y su hermano Haroldo de Campos habían fundado el grupo Noigandres en São Paulo, publicando además el primer número de la revista. Sus actividades y experimentos conducirían más adelante, entre 1953 y 1956, a la fundación del movimiento de poesía concreta. El término lo acuñó Augusto de Campos en la segunda edición de Noigandres, en el título de uno de los artículos, y el nombre se propagó rápidamente por los medios escritos. El lanzamiento público del movimiento tuvo lugar en la "Exposición Nacional de Arte Concreta" de São Paulo en diciembre de 1956 y luego en febrero de 1957 en Río de Janeiro.
Al mismo tiempo el poeta boliviano-suizo Eugen Gomringer se encontraba frustrado con los modos clásicos de escritura. Sin consciencia del movimiento que se estaba llevando a cabo con simultaneidad en Brasil, aunque conscientemente inspirado en el arte concreta, Gomringer comenzó a escribir poemas que él llamó "constelaciones" en 1952 para luego publicar un libro del mismo nombre en 1953. Vale destacar que los concretistas Brasileros concebían a sus obras como "ideogramas" textuales, en relación directa con la obra del poeta estadounidense Ezra Pound. En un viaje a Europa, Decio Pignatari visitó a Gomringer en la ciudad de Ulm en 1955 y éste decidió aceptar la denominación general de «poesía concreta» para su obra poética.

## Autores que la practican en Hispanoamérica
España: Joan Brossa, Juan Eduardo Cirlot, Fernando Millán, Josep Maria Junoy, Ernesto Giménez Caballero, Gustavo Vega, Juan Hidalgo, José Luis Castillejo, Cooperativa de Producción Artística y Artesana, Felipe Boso, Francisco Pino, Guillem Viladot, Isidoro Valcárcel Medina, Ulises Carrión, José-Miguel Ullán, Ángel Sánchez, Antonio Gómez, Francisco Peralto, Bartolomé Ferrando, J. M. Calleja, Eduardo Scala, Carles Santos, José-Carlos Beltrán, Fátima Miranda, Eduard Escoffet, Rafael Peralto, Toni Prat, J. Brustenga-Etxauri, Edu Barbero, Ibírico, César Reglero, Francisco Aliseda, Xavier Canals, Isabel Jover, Carmen Peralto, Rafael Marín, Antonio Orihuela, J. Ricart, Josep Sou, Miguel Jiménez, Nieves Salvador, Agustín Calvo Galán, José Luis Campal, Sergi Quiñonero, Alain Arias-Misson entre otros.
Argentina: Edgardo Antonio Vigo, Silvio de Gracia, Juan Carlos Romero, Rubén Mario Tani, Gladys Afamado, Susana Fernández Sachaos, Laura Andreoni, María Rosa Andreotti, Alejandra Bocquel, Roberto Cignoni, Claudia del Río, Lilian Escobar, Rosa Farfán, Fernando Fazzolari, Paula Ferraresi, Ariel Gangi, León Ferrari, Adolfo Nigro, Rubén Grau, Hilda Paz, Luis Pazos/Horacio D´Alessandro, Víctor F. Sitá, Javier Ildefonso Sobrino, Alejandro Thornton, Roxana Villarino, Mauro Cesari.
Chile: Martín Gubbins, Felipe Cussen, Kurt Folch, Sergio Pinto Briones, Carlos Cociña.
Italia: Carlo Belloli, Maurizio Nannucci, Michele Perfetti, Lamberto Pignotti, Franco Vaccari, Mario Diacono, Adriano Spatola, Carlo Stasi, Arrigo Lora Totino
Bélgica: Paul Van Ostaijen, Paul de Vree, Mark Insingel, Renaat Ramon, Guy Bleus, Adriaan de Roover
Uruguay: Clemente Padín, Juan Ángel Italiano, Julio Campal, Luis Camnitzer, Eduardo Milán.
Perú: Henrich Helberg, Manongo Mujica, Carlos Zúñiga, Roger Contreras, José Luis Ayala.
Venezuela: Alfredo Silva Estrada.

## Escritura concreta
Lo primero que hay que recordar a la hora de leer o escribir un poema concreto es la relación estrecha entre forma y función. Normalmente existe una separación natural del lenguaje entre el signo gráfico y el significado “profundo” del texto. El concretismo propone la unión de ambos polos lingüísticos. En este sentido, lo concreto es lo opuesto a lo abstracto; pues si la abstracción extrae el objeto de sus medios, lo concreto es aquello que existe indivisible de las cualidades que lo definen. Los recursos que ocupan los escritores concretos son, entre otros: alteración de la palabra; repetición; formas geométricas; cantidad mínima de palabras; estructura emblemática y caligramática.
Ejemplos:

Vemos en primera instancia que no estamos mirando un poema en el sentido tradicional. No tenemos un discurso construido con palabras, oraciones o versos, sino una sola unidad sémica. Esto quiere decir, básicamente, que el poema está constituido por un ítem léxico y una disposición particular de letras en el espacio. Juntos, estos denotan explícitamente lo que la palabra "wind" de por sí connotaría. Entonces vemos que el sentido de la palabra se manifiesta en el poema concreto como una ilustración de sí misma mientras que el poema escrito depende del sentido implícito de las palabras para usos más abstractos como por ejemplo la metáfora y la metonimia. La idea es una aproximación no accidental a la iconografía oriental donde la palabra en el texto es simultáneamente una palabra unitaria y una representación simbólica de sus atributos. De ahí que el grupo Noigandres diera crédito al trabajo teórico de Ezra Pound en iconografía.
El campo poético se extiende de esta manera hacia la composición gráfica del texto. En este poema de Decio Pignatari podemos observar cómo se ha jugado con la composición de las letras para hacer que cada línea valga como significante. La visualidad se hace cargo del sentido del poema desde todos los puntos de vista: Un guiño hacia la cultura pop en la tipografía de LIFE magazine; La desarticulación gráfica del signo lingüístico como argumento poético; la posición de los signos en cuadrados o viñetas proponiendo una manera de ser leídos. La disposición de los objetos en un texto da lugar a la ambigüedad y la interpretación tan eficientemente como la más compleja oración. Aquí queda claro, pues la palabra vida (LIFE) la vemos construyéndose paulatinamente con líneas rectas hasta llenar todos los espacios posibles. Acaba la serie con un signo ambiguo y el último cuadro trae orden al texto, disponiendo el sentido del juego para el lector.
El concepto detrás del poema se vuelve más elaborado cuando se introducen más palabras y unidades gramáticas mínimas. En este poema de Haroldo de Campos el sentido de "organización", como se ha visto arriba, se mantiene. Sin embargo las relaciones entre las partes del poema incluyen ahora un sentido semántico además del tipográfico y semiótico previamente visto. Las partes del poema deben tomarse como unidades concretas de significado. Ese valor de significancia de las oraciones funciona en el texto concreto a partir de las relaciones que surgen de su ubicación en la página. Las formas geométricas que vemos en el texto funcionan con las frases: Cada uno de los triángulos delimita un espacio para las ideas emparentadas como por ejemplo lo negativo ("not to be born [...] not to be dead") o la recurrencia ("to die again [...] to be reborn"). Así se hace evidente la gramática presente en la forma misma del texto.
Es decir, el poema concreto dispone de todo lo necesario para la descripción de una idea en el texto: referencias, relaciones, jerarquías, construcciones y destrucciones. Por estos motivos la poesía concreta es altamente sintética: un mínimo de lenguaje expresando una idea puntual.